# 木下酒造
木下酒造有限会社（きのしたしゅぞう）は、京都府京丹後市久美浜町の酒類製造・販売業者。
代表銘柄は『玉川』（たまがわ）である。銘柄の由来は蔵のすぐ隣にある川上谷川で、久美浜では古来、川や湖などが神聖なものと考えられており、美しい玉砂利が敷き詰められた清流にちなんで、「玉川」と名付けた。キャッチフレーズは「地酒の粋」である。なお、「玉川」のロゴは、2008年8月から、社長の縁戚でもある京都府出身の日本画家・坂根克介のデザインが使われており、親しみを込めて「丸玉」と呼ばれている。

## 特色
基本となる酒は、16種類（2014年時点）あり、この規模の酒蔵としては多い。それらを用いて生み出される商品は、夏限定の氷を入れて味わう純米吟醸「Ice Breaker」など四季折々の限定も含めると100種類を超える。酒税法で清酒の限度は21.9度とされており、22度を超えると「雑酒」とされるが、加水することなく雑酒として販売されている。透明な日本酒が主流の中、現在の木下酒造では「色も味のうち」とし、炭素ろ過を行っていない。

### 無添加発酵
江戸時代の酒造りに回帰し、蔵付きの酵母を使用する自然仕込みの「山廃」や「生酛」の純米酒を主力商品とする。兵庫県(但馬地方)産「北錦」で仕込む代表作のほかに、日本最古の酒米「雄町」などコメの品種を変えたバージョン、限界まで発酵をすすめた「白ラベル」、酵母無添加では珍しい大吟醸「玉龍」、さらにそれらを熟成させて幅広いバリエーションを生み出すなど、様々な点で日本酒の限界に挑む酒造りを行っている。

### 伝統技術の発掘

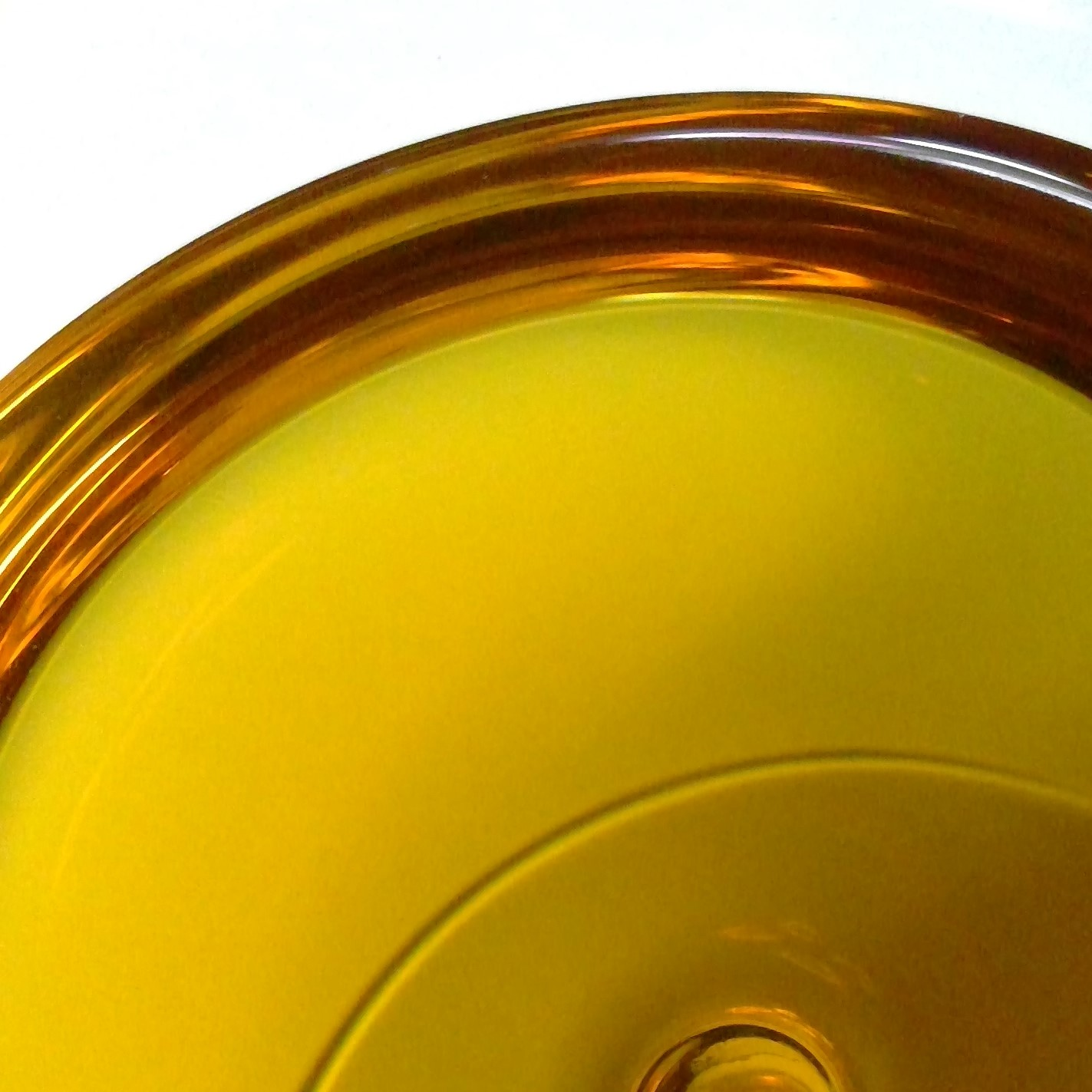
江戸時代製法の日本酒「タイムマシーン1712」

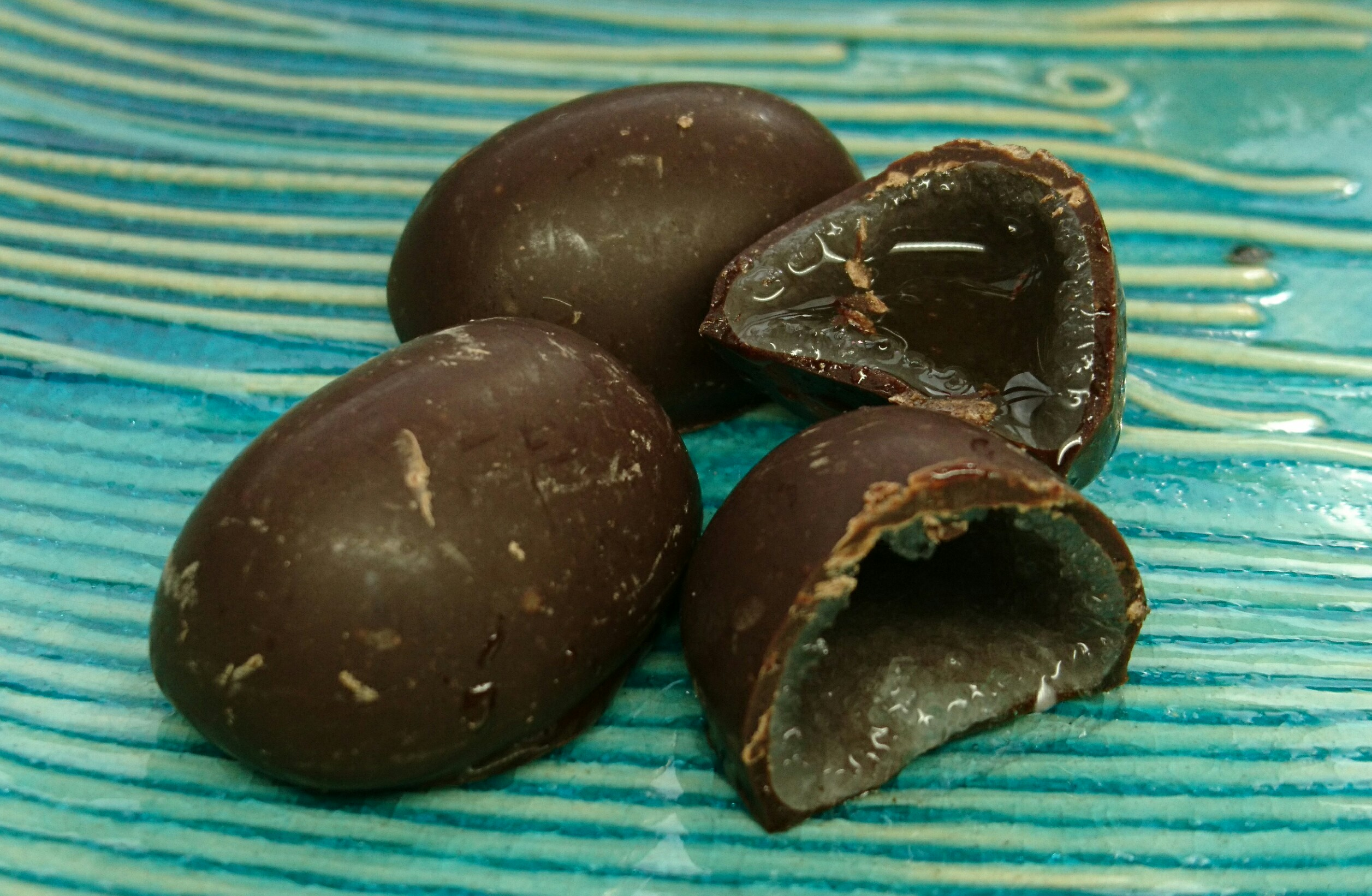
「タイムマシーン1712」を使用した日本酒ボンボン（チョコレート菓子）

1712年（正徳2年）の『和漢三才図絵』に記録された江戸時代の酒の製法を再現した。酵母無添加の生酛造りで、麹造りには3日間が充てられる。開発にあたっては、島根県在住の日本酒研究者・堀江修二が助言・監修している。商品名「Time Machine1712（タイムマシーン1712）」で販売されるこの酒は、甘口でデザートにも合うものとして、店舗では酒として販売するほかにも、アイスクリームにかけて提供もしている。なお、この酒は江戸時代には水割りで飲まれていたという。江戸時代の酒蔵の風景をデザインした酒瓶のラベルには、木下酒造の代表銘柄「玉川」のロゴの顔をした蔵人も描かれている。兵庫県産「北錦」を精米歩合88パーセントで使用し、アルコール度数は14～14.9度。現代の吟醸と比較すると、酸が3倍、アミノ酸が5～7倍含まれる。丹後・若狭地方の伝統料理「へしこ」とも相性がよいほか、フランス料理のシェフから「フォアグラと合わせたい」と表されるなどの洋風の酒肴とも相性がよい。2017年5月の英国のオンライン新聞「インデペンデント」で紹介されたベストな日本酒10の銘柄のなかで、ベストワンとして推薦された。

### 熟成酒
近年、3年以上寝かせた熟成酒を新たな主力商品とにらみ、2015年（平成27年）に熟成用の貯蔵庫と冷蔵庫を酒蔵に設置し、酒質にあわせた温度管理を行っている。もっとも低温管理のものでマイナス7℃で寝かせるが、「たくましく〝変化を楽しむ酒”」を良しとして、常温での管理・熟成を中心としている。

### 環境保全活動
2009年（平成21年）から、隣町の兵庫県豊岡市但東町で行われているコウノトリの餌場となるように無農薬の水田で栽培された酒米「五百万石」を使った純米吟醸酒と生酛純米酒の2種類の販売を開始し、その売上に応じた金額（1.8リットル瓶は100円、720ミリリットル瓶は50円）を、コウノトリの野生復帰プロジェクトを進めるコウノトリ基金に寄付している。その累計は2015年（平成27年）までの6年間で127万6100円になる。

## 原料 ならびに 生産体制
2009年（平成21年）からは精米工場を増設し、原材料であるコメすべての精米から清酒になるまでの管理を一貫して自社で行なっている。コメは契約農家から直接仕入れ、おもに地元・久美浜町産の無農薬米「五百万石」、兵庫県産の「北錦」、兵庫県産「山田錦」、滋賀県産「日本晴」、京都府産「祝」、岡山産「雄町」を使用している。
醸造に使用する水は、裏山の「城山」の湧き水を使用する。

## 杜氏
2018年（平成30年)現在、イギリス人のフィリップ・ハーパーが務める。
フィリップ・ハーパーは、1966年（昭和41年）3月18日、英国バーミンガムに生まれ、南西部のコーンウォール州の鉄道の駅もない田舎の村で16歳までの少年期を過ごす。学生時代には、オックスフォード大学文学部ドイツ近代文学専攻でゲーテ、カフカなどを研究。大学卒業後、1988年（昭和63年）に日本の英語講師派遣プログラムことJETプログラム（外国語青年招致事業）で、大阪市の小・中学校や大阪府立高等学校の英語科の指導助手として来日した。
職場の飲み会で、互いにお酌をしたり、お猪口のような小さな器で酒をすする日本の酒のスタイルを面白く感じたことから、日本酒とその文化に興味をもつ。その後、趣味の音楽を通じて親しくなった学校職員の同僚が無類の日本酒好きであったことから、その同僚の中学時代からの友人も交えて、3人で居酒屋で飲み歩くうちに日本酒（吟醸酒）の魅力に目覚める（この3人ともが現在酒造りに携わっている）。派遣期間終了後も日本に残り、英会話学校に勤務する傍ら、夜は地酒専門の「銘酒居酒屋」でアルバイトをしつつ、蔵見学や酒米の田植えにも足を運んだ。1991年（平成3年）、先に学校職員を辞して酒蔵の蔵人になっていた友人と同じ、奈良県葛城市の梅乃宿酒造で蔵人として酒造りに携わりはじめる。当初は就労ビザの申請が却下され、入国管理局に通い続けた末になんとか文化活動ビザを取得しての就職であった。翌1992年（平成4年）には日本人女性との結婚により、配偶者ビザを取得している。
ハーパーが就職した当時の梅乃宿酒造の杜氏は但馬杜氏で、5年目から南部杜氏に変わった。ハーパーは二人の杜氏を「おやっさん」と呼んで師事し、二つの地域で伝承されてきた酒造りの技を吸収、酒造りの全工程を蔵人として働きながら学ぶ中で、山廃や生酛造りも習得する。2001年（平成13年）、南部杜氏協会主催の杜氏資格選考試験に合格。その年、大阪府交野市の大門酒造に杜氏補佐「頭（かしら）」として入社。2003年（平成15年）のひと冬のみ、茨城県の須藤本家で酒造りに携わり、その後はふたたび大門酒造で勤務。2005年（平成17年）に杜氏となる。
木下酒造には、2007年（平成19年）に杜氏として入社。11代目当主の木下善人社長から、地元で支持されてきた普通酒と大吟醸の味を踏襲する以外については全面的に任され、即座に醸造用乳酸を使用しない「生酛」造り、蔵付きの天然酵母のみを用いる「自然仕込山廃」に着手。2008年（平成20年）及び2012年（平成24年）の二度、全国新酒鑑評会（独立行政法人酒類総合研究所主催）にて金賞を受賞した。明治時代から続く同鑑評会で、外国人杜氏の受賞は史上初。
愛読書は尾瀬あきら作のマンガ『夏子の酒』で、「酒造りのディテールも書き込まれていて、参考になり、何度も読み返す」という。
英文著書に、講談社インターナショナルから1998年に刊行された『The Insider's Guide to Sake』や、2006年刊行の『THE BOOK OF SAKE』がある。酒造りのオフシーズンにはニューヨーク、ハワイ、香港など海外で講演するなど、海外への日本酒の普及活動にも取り組み、全米日本酒歓評会の審査員を務める。内閣府の海外向け広報誌「High lighting JAPAN」2012年1月号（英文）でも紹介されている。

## 沿革
- 1842年（天保13年） 5代目 木下善兵衛が創業（現在の社長：木下善人は11代目である）。
- 2007年 木下酒造で46年間務めた中井昭夫杜氏が死去、社長は廃業を考えたが酒造り用の道具の業者の紹介でフィリップ・ハーパーを杜氏として迎える[22]。
- 2008年 全国新酒鑑評会（独立行政法人酒類総合研究所主催）にて大吟醸で金賞を受賞[23]。
- 2012年 全国新酒鑑評会（独立行政法人酒類総合研究所主催）にて二度目となる金賞を「玉川」の大吟醸で受賞[24]。
- 2016年 小西未来が監督を務める長編ドキュメンタリー映画「カンパイ！世界が恋する日本酒」に南部美人蔵元の久慈浩介、アメリカ人ジャーナリストのジョン・ゴントナーと共にフィリップ・ハーパーが出演[25]。